# Herbert Augustiniok

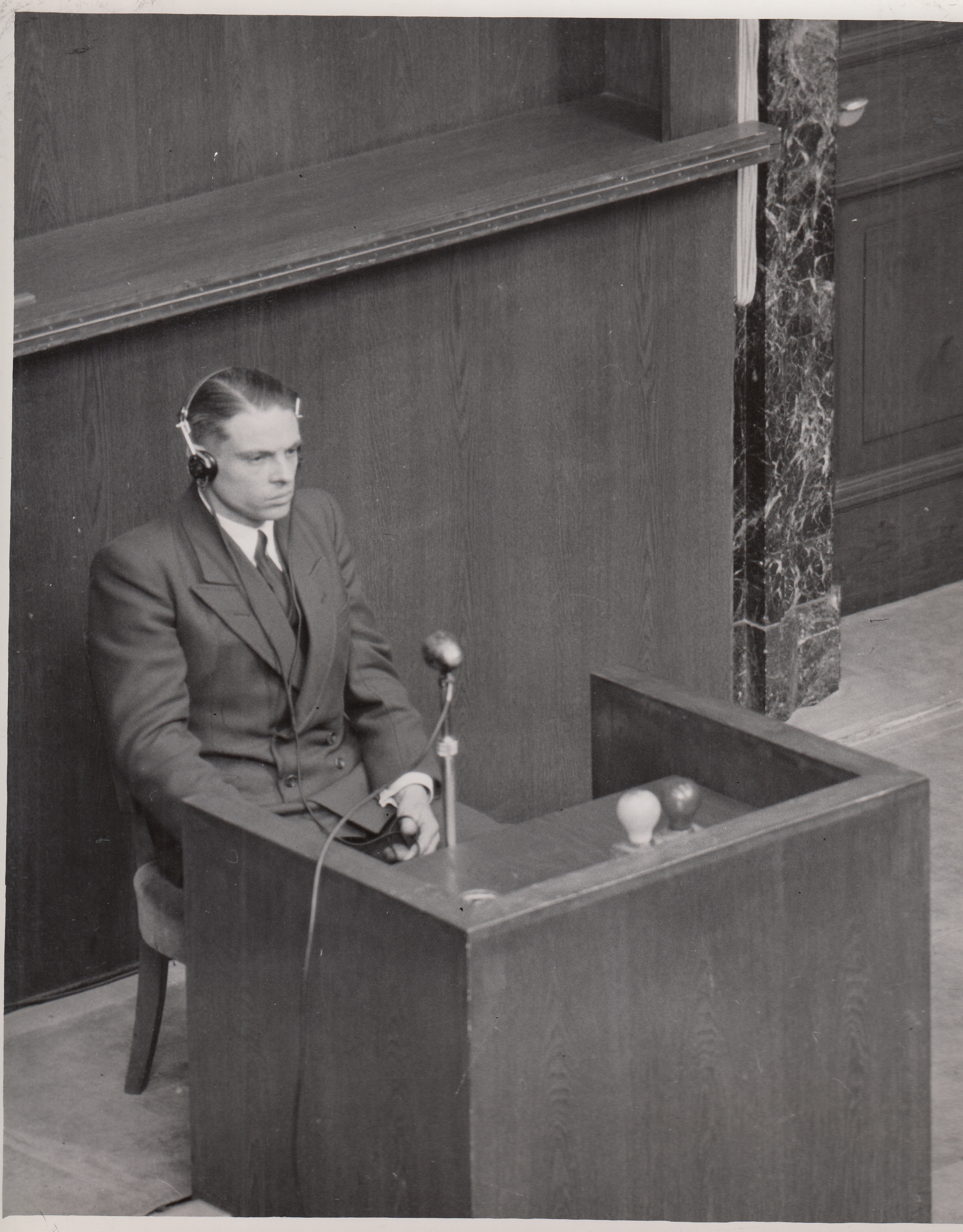
Herbert Augustiniok als Zeuge während dem Nürnberger Ärzteprozess, 1946

Herbert Oskar Augustiniok (* 7. April 1909 in Karlsruhe; † 13. Juli 1984 in Tauberbischofsheim) war ein deutscher Sanitätsoffizier und Zeuge des Nürnberger Ärzteprozesses.

## Leben
Herbert Augustiniok studierte von 1929 bis 1934 Medizin. 1934 promovierte er an der Universität Heidelberg mit dem Thema Beziehungen der Graviditätshypertrichose zu den Ovarialhormonen.
Anschließend war er bis 1937 als Assistenzarzt an einem Krankenhaus in Dortmund und in seiner Geburtsstadt Karlsruhe tätig.
Es folgten Wehrübungen bei der Wehrmacht und am 1. Oktober 1937 wurde er zum Assistenzarzt der Reserve ernannt. Anfang Januar 1938 wurde er in die Wehrmacht übernommen und war bis Kriegsende bei der Luftwaffe eingesetzt.
Ende September 1940 erfolgte seine Versetzung als Adjutant zur Dienststelle des Generaloberarztes Oskar Schröder. Schröder war in dieser Zeit bis 1943 Luftflottenarzt der Luftflotte 2. Im Januar 1944 wechselte er zur Sanitätsinspektion der Luftwaffe nach Berlin, wo Schröder zeitgleich Chef der Sanitätsinspektion wurde. Hier wurde Augustiniok beim Chef der Sanitätsinspektion Referent für die Spitzenstellenbesetzung im Sanitätsdienst (IIA). Zu Kriegsende war er Oberstabsarzt und wurde nach dem Krieg Amtsarzt eines Gesundheitsamtes.
Beim Nürnberger Ärzteprozess 1946/47 war er als Zeuge der Verteidigung für seinen ehemaligen Vorgesetzten Oskar Schröder geladen. Schröder war u. a. wegen der Menschenversuche an Häftlingen im KZ Dachau zur Trinkbarmachung von Meerwasser, Sulfonamidversuche und der Erforschung eines Fleckfieberimpfstoffes angeklagt worden. Er wurde Ende Februar 1947 befragt. Schröder führte während der Verhandlung aus, dass Augustiniok Ernst Holzlöhner, welcher im Auftrag der Luftwaffe Unterkühlungsversuche im KZ Dachau durchführte, sehr gut kannte und ihn mochte. Im Schlussplädoyer wird die Zeugenaussage von Augustiniok u. a. für die „distanzierte“ Beziehung von Schröder zu Erich Hippke, dem nach diesem Plädoyer Hauptschuldigen, herangezogen. Schröder wurde auch wegen der Beteiligung von Luftwaffenoffizieren, die ihm zu diesem Zeitpunkt unterstanden, letztendlich doch verurteilt.